# Galloway Hoard
Galloway Hoard là kho báu với hơn 100 hiện vật bằng vàng bạc thời đại Viking được phát hiện tại hạt Kirkcudbrightshire ở Dumfries và Galloway, Scotland. Nó được phát hiện vào tháng 9 năm 2014 và các hiện vật của kho báu này đang được lưu trữ tại Bảo tàng Quốc gia Scotland. Nó được tìm thấy dưới đất đai của Giáo hội Scotland, kho báu này được các chuyên gia mô tả là "một trong những kho báu Viking quan trọng nhất từng được tìm thấy ở Scotland". Nó được phát hiện bởi một người dò kim loại, hay "thợ săn kho báu" nghiệp dư, người sau đó đã báo cáo việc tìm thấy cho chính quyền. Một nhà khảo cổ học của hạt đã tiến hành khai quật và phát hiện được một bộ sưu tập đồ trang sức phong phú và đa dạng phức tạp của Viking, Anglo-Saxon Anh và những nơi khác ở Châu Âu. Chúng được chôn cất vào khoảng giữa thế kỷ thứ 9 hoặc 10, mặc dù người ta không biết tại sao nó lại bị chôn vùi.
Kho báu này bao gồm nhiều hiện vật bằng vàng bạc gồm vòng tay, thánh giá Cơ đốc giáo, trâm cài, thỏi vàng và đồ vật có thể là chiếc bình Carolingian bằng bạc lớn nhất từng được phát hiện. Các vật phẩm trong kho báu có nguồn gốc từ một khu vực địa lý rộng lớn bao gồm Ireland, Scandinavia và Trung Âu. Chúng được chế tác trong suốt một khoảng thời gian dài, có lẽ vài thế kỷ và được chôn cất vào khoảng giữa thế kỷ thứ 9 hoặc 10. Những vật phẩm tích trữ có một số điểm tương đồng với những phát hiện khác của người Viking, nhưng sự kết hợp của vàng, bạc, thủy tinh, men và hàng dệt may của nó đã được các chuyên gia mô tả là độc nhất vô nhị.
Theo Stuart Campbell của Bảo tàng Quốc gia Scotland cho rằng đây là một phát hiện cực kỳ quan trọng, chưa từng có thứ gì giống như thế này được tìm thấy ở Scotland trước đây về phạm vi đại diện của kho báu này. Ông nhận xét rằng, do số lượng và sự đa dạng của các hiện vật cũng như tầm quan trọng của việc tìm kiếm tổng thể, sẽ mất một khoảng thời gian để các chuyên gia đánh giá tổng thể được kho báu để có thể đánh giá được ý nghĩa thực sự của nó.